# Langelot et les Saboteurs
Langelot et les Saboteurs est le quatrième roman de la série Langelot, écrite par le Lieutenant X (Vladimir Volkoff). Ce roman a été publié pour la première fois en 1966, aux éditions Hachette, dans la collection Bibliothèque verte, sous le no 301.

## Personnages
- Langelot (alias « Alfred », alias « Jean-Paul Martin ») : orphelin, agent peu expérimenté du Service National d'Information Fonctionnelle (SNIF), blond, 1,68 m, mince.
- Colonel Hugh (« Mr John Smith ») : agent et un des chefs des services secrets britanniques, roux, porte une moustache en forme de brosse à dents, teint rubicond, parle un français « saugrenu mais correct ». Surnommé « Youyou » par ses subalternes.
- William Beauxchamps : agent anglais, dit « Billy » : 25 ans tout au plus, cheveux blond filasse, grand et athlétique, teint rose ; élégant ; parle français avec un fort accent ; dents longues, larges et très blanches.
- M. Bulliot : Anglais propriétaire de la W.T.A (Welcome To All, Bienvenue à tous), une société organisant des voyages touristiques à travers la Grande-Bretagne.
- Capitaine Montferrand : chef de la section Protection du SNIF.
- Mlle Ann Brigs : hôtesse d'accueil à la W.T.A, cheveux châtains, quelconque mais gentille.
- Mlle Clarisse Barlowe : guide et interprète à la W.T.A, blonde, petite, mince, frêle, yeux bleus, teint rose, poignets extraordinairement fins, ravissante. D'abord agressive en réponse aux excès de Langelot, elle devient coopérative.
- M. Pouillot, dit « Baby Chou » (surnom donné par Langelot) : jeune touriste français, 16 ans, bouche lippue, air stupide.
- Mme Simonetti : touriste de la W.T.A.
- M. Kaul : touriste de la W.T.A, kinésithérapeute.
- Mlle Barangé : touriste de la W.T.A.
- Charles Vaubin : ex spécialiste des explosifs dans les mines de fer, saboteur au Moyen-Orient.
- Jules Bourrelier : ex-sous-officier du génie, saboteur au Moyen-Orient.
- Claude Privat : saboteur au Moyen-Orient.
- M. Tardif : touriste de la W.T.A.
- Sir Marmaduke Thorwax-Llewellyn.

## Résumé

### Mise en place de l'intrigue
Une série de petites destructions contre des monuments anglais, commencée environ un an auparavant, met en alerte les autorités britanniques : en effet ces attentats mineurs, qui avaient commencé comme de simples farces, prennent un tour plus inquiétant au fur et à mesure que leur ampleur augmente. Les premiers attentats étaient la destruction du nez d'une statue de Lord Nelson dans un jardin public, un pétard sous un fauteuil où se serait assise la reine Élisabeth Ire, le « découronnement » de la plus haute montagne du pays, le mont Snowdon, réduisant sa hauteur de 72 centimètres, l'explosion du lit de William Shakespeare à Stratford-upon-Avon.
Les Anglais ayant surpris une conversation en français relative à ces attaques, ont jugé utile de s'associer aux services français pour stopper l'éventuel complot - et pour éviter le cas échéant un incident diplomatique. Les premiers suspects seraient les clients français de la W.T.A. (Welcome To All), une agence britannique de tourisme spécialisée dans les visites de Londres et de ses environs : en effet chaque attentat a eu lieu après le passage des groupes de français.
Langelot est donc délégué auprès du colonel Hugh (alias « Mister Smith »), l'un des chefs des services secrets britanniques. Sa mission : enquêter (en toute indépendance) sur ces attentats. Selon le colonel Hugh, Langelot (alias « son neveu Alfred ») pourrait se faire passer pour l'un de ces touristes, afin d'en savoir plus, et s'infiltrer dans la W.T.A. L'entretien entre Langelot et le colonel tourne court ; le colonel, déjà poussé à bout après seulement cinq minutes de conversation avec Langelot, prétend conserver le légendaire sang-froid britannique : « Ne croyez pas que votre attitude de persiflage systématique m'ait échappé. Ne croyez pas non plus qu'elle soit de nature à me froisser. Il serait temps que vous sachiez qu'un officier de renseignement anglais est, de métier comme de vocation, absolument in-frois-sable. »
Le lendemain, Langelot se présente chez W.T.A., où il rencontre une hôtesse, Clarisse. Celle-ci fait remarquer à sa collègue : « Il est français, c'est clair. » - Langelot : « C'est un vice rédhibitoire ? » - réponse de Clarisse : « Tout le monde ne peut pas avoir la chance de naître britannique. » Rappel à l'ordre de sa collègue : « On n'a pas le droit de dire aux touristes ce qu'on pense d'eux. C'est spécifié dans le contrat. »

### Enquête de Langelot et de Clarisse
Langelot suit donc le programme touristique prévu par l’agence W.T.A., et joue au touriste stupide, au grand dam de Clarisse.
Langelot découvre que Clarisse est un agent des services secrets britanniques, envoyée par le colonel Hugh au sein même de la W.T.A. pour enquêter. Les deux jeunes gens décident de s'entraider.
Une organisation française paie des séjours culturels à Londres à de jeunes désargentés, en leur demandant de se faire enfermer dans des sites touristiques.
L'enquête conduit les deux jeunes gens vers M. Watson, chargé par le cabinet Spencer & Spencer & Spencer d'assurer l'agence WTA, ainsi que vers les membres du club privé Panathénéum.

### Résolution de l'énigme des attentats
Après sa visite au club privé Panathénéum, Langelot déjoue l'explosion du dôme de la cathédrale Saint-Paul. Blessé, il est fait prisonnier avec Clarisse, par un trio de voyous.
Les attentats n'avaient donc rien de politique. Ils étaient organisés par des voyous, sous les identités de Mr. Watson, de Mr. Bulliot et de Sir Thorwax-Llewellyn, qui pariaient avec les riches membres du club privé Panathénéum que tel ou tel acte malveillant surviendrait, ou pas.
Les lycéens comme Baby-Chou avaient pour rôle, très involontairement, d'aiguiller les enquêtes vers une voie sans issue.
Les malfaiteurs comptaient sur la soif de pari des Britanniques pour réunir des fonds, en vue de financer des ventes d'armes au Moyen-Orient.

## Les différentes éditions
- 1966 - Hachette, Bibliothèque verte (français, version originale). Illustré par Maurice Paulin.
- 1976 - Hachette, Bibliothèque verte. Illustré par Maurice Paulin.
- 1980 - éditions Toray, Langelot y los dinamiteros de Londres. En espagnol.

## Autour du roman
- Le roman est dédié à Catherine Vincent, à moitié anglaise, la filleule de l'auteur, en qui « les vertus des Français et de leurs plus chers ennemis se trouvent réunies ».
- Dès le premier chapitre, les menues divergences entre Français et Anglais sont épinglées avec un humour proche de celui utilisé dans Les Carnets du Major Thompson de Pierre Daninos, mais habituel dans la série, dans laquelle de toute manière tout le monde, à un moment ou à un autre, en prend pour son grade, y compris Langelot lui-même.
- Le point de départ de l'intrigue rappelle celui de la bande dessinée d'Edgar Pierre Jacobs La Marque jaune, de la série Blake et Mortimer, qui commence sur une série d'attentats et de vols, interprétés par les services secrets anglais comme une tentative de déstabilisation du pays.
- La W.T.A a son siège en plein centre de Londres, dans Drury Lane.
- Selon Clarisse Barlowe, Mark Twain, l'auteur de Le Prince et le Pauvre, est enterré à Westminster Abbey, avec le prince et avec le pauvre.
- Rapport des services secrets sur M. Bulliot : « (Bulliot) est parfaitement respectable, bien que d'origine française ».
- Langelot descend à l'hôtel Seventy, à Londres, au 70 Cadogan Gardens. Si l'hôtel est bien au numéro 70, il est surpris de n'y trouver aucun jardin (garden) dans la rue.
- L'anglais de Langelot est pour le moins approximatif : « J'avais retenu une chambre avec une averse ». Réponse de la logeuse : « Vous voulez dire avec une douche. Pour quoi faire ? Vous êtes américain ? » Réponse de Langelot : « Non, je suis propre. »
- Langelot cite les manuels d'histoire écrit par Albert Malet et Jules Isaac pour les éditions Hachette.
- Selon Langelot, il y a trois logiques : « la vraie, la féminine et l'anglaise ».
- Langelot connaît Londres, précisant l'avoir déjà visitée avec son tuteur.